# سيدا طويل الأذن
سيدا طويل الأذن (الاسم العلمي: Sida aurita) هي نوع من المفصليات يتبع جنس السيدا من الفصيلة السيداوية.